# Reciclagem de vidro

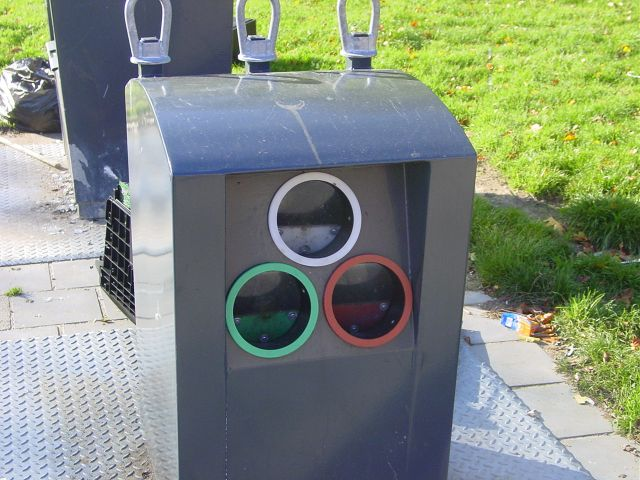
Lixo separador de vidros verde, incolor e âmbar

A Reciclagem do vidro é o processo pelo qual o vidro é reaproveitado para criar novos materiais, o processo se dá basicamente derretendo o vidro para sua reutilização. Dependendo da finalidade do seu uso, pode ser necessário separá-lo em cores diferentes. As três cores principais são:
- Vidro incolor
- Vidro verde
- Vidro marrom/âmbar

Os componentes de vidro decorrentes de lixo municipal (lixo doméstico e lixo comercial) são geralmente: garrafas, artigos de vidro quebrados, lâmpada incandescente, potes de alimentos e outros tipos de materiais de vidro. A reciclagem de vidro implica um gasto de energia consideravelmente menor do que a sua manufatura através de areia, calcário e carbonato de sódio. O vidro pronto para ser novamente derretido é chamado de cullet.

## Vidro e o meio ambiente

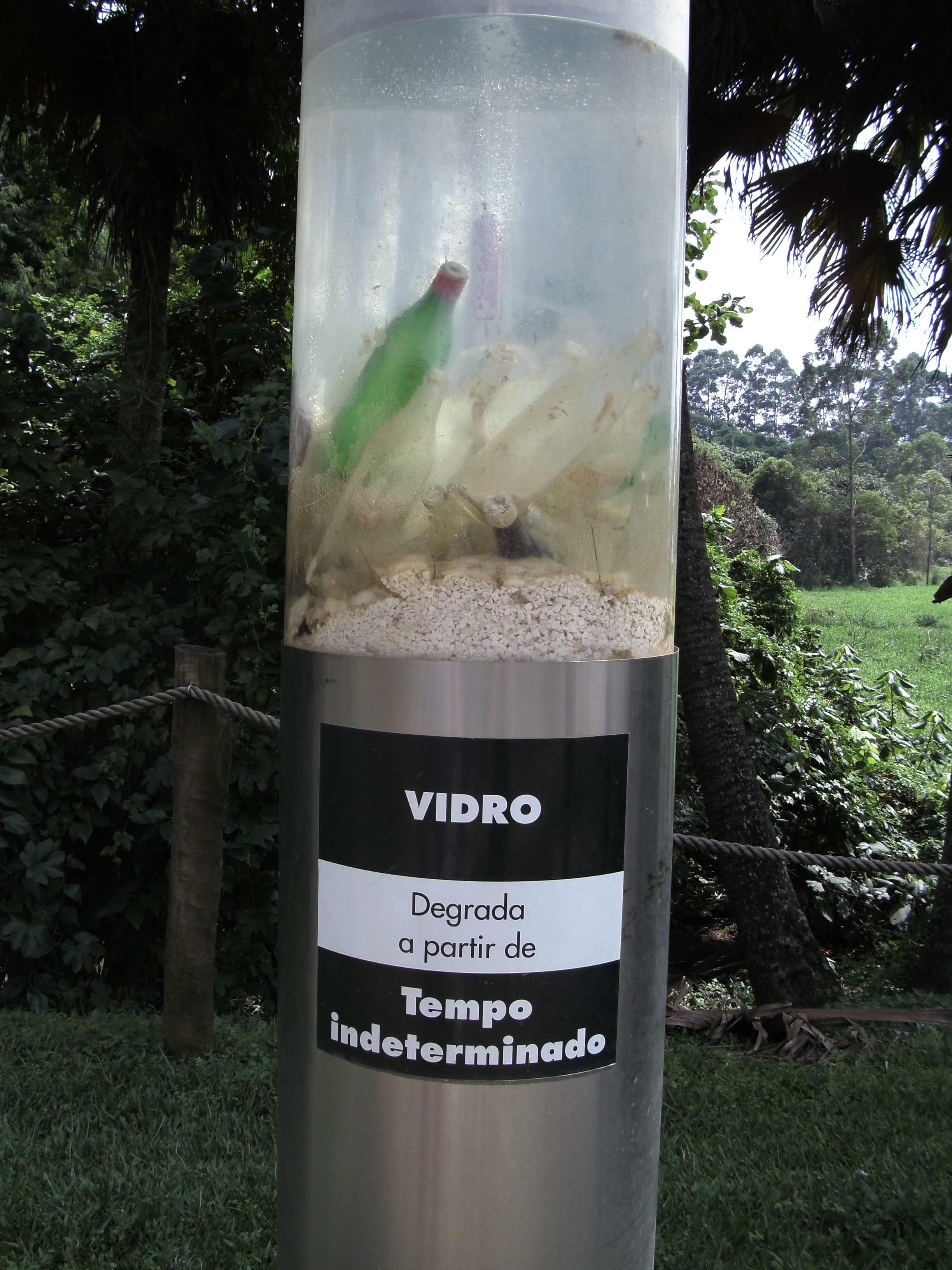
Ainda não se pode determinar o tempo que o vidro fica exposto no meio ambiente sem se degradar.

O vidro é um material que não se pode determinar o tempo de permanência no meio ambiente sem se degradar, e também não é nocivo diretamente ao meio ambiente, por isso é um dos materiais mais recicláveis que existe no consumo humano. Durante sua produção, a poluição atmosférica não é um problema, visto que a maioria dos fornos funcionam com energia elétrica. Para minimizar as emissões gasosas dos fornos a gás, as indústrias utilizam gás natural, que provoca menor impacto no meio ambiente.

## Reciclagem de vidro
O vidro é um material ideal para a reciclagem e pode, dependendo das circunstâncias, ser infinitamente reciclado. O uso de vidro reciclado em novos recipientes e cerâmicas possibilita a conservação de materiais, a redução do consumo de energia (o que ajuda nações que têm que seguir as diretrizes do Protocolo de Quioto) e reduz o volume de lixo que é enviado para aterros sanitários.
A reciclagem do vidro ocorre basicamente em três etapas. A primeira etapa é a coleta, que é feita por catadores, pois no Brasil a coleta seletiva ainda não é uma realidade na grande maioria das cidades. Nessa etapa o vidro é simplesmente recolhido e levado a central de reciclagem. No entanto por ser um material pesado e cortante esse transporte é dificultado.
A segunda etapa é a separação, quando o vidro é separado por cores e tipos. Nessa etapa é importante eliminar qualquer tipo de vidro especial, como o Pyrex, pois estes, ainda que em pequenas quantidades, causam grandes alterações na viscosidade do produto final.
Por último o material é lavado, para retirar as embalagens, triturado para facilitar sua liquefação e liquefeito, tornando-se novamente materia-prima para as indústrias.
Heineken anuncia primeiro centro de reciclagem de vidro no Brasil